# Norbert Ozimek
Norbert Wojciech Ozimek, född 24 januari 1945 i Warszawa, är en polsk före detta tyngdlyftare.
Ozimek blev olympisk silvermedaljör i 82,5-kilosklassen i tyngdlyftning vid sommarspelen 1972 i München.